# Arte de Botsuana

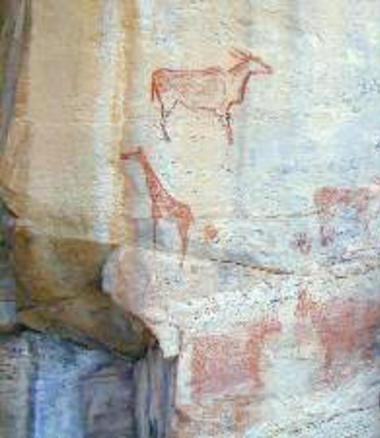
Arte rupestre en Tsodilo.

El arte de Botsuana ha variado entre diferentes grupos étnicos y a lo largo de la historia. Históricamente ha caído en dos categorías principales: la de los pueblos san (también conocidos como los bosquimanos) y la de los pueblos bantúes como Botsuana.

## Arte san
Es el de mayor antigüedad en origen e incluye la decoración de muchos de los dispositivos y equipos que los san necesitaban para la existencia en el desierto de Kalahari. Los artículos como los caparazones de avestruz, los filtros de agua de arcilla, las pieles de animales, las flechas, los arcos y las macetas a menudo reciben una decoración adicional a modo de incisión o relieve, decoración de cerámica impresa, cuentas y tallas. Estas tribus también tallaron objetos de arte que no tenían otra función, la mayoría de las veces de animales.

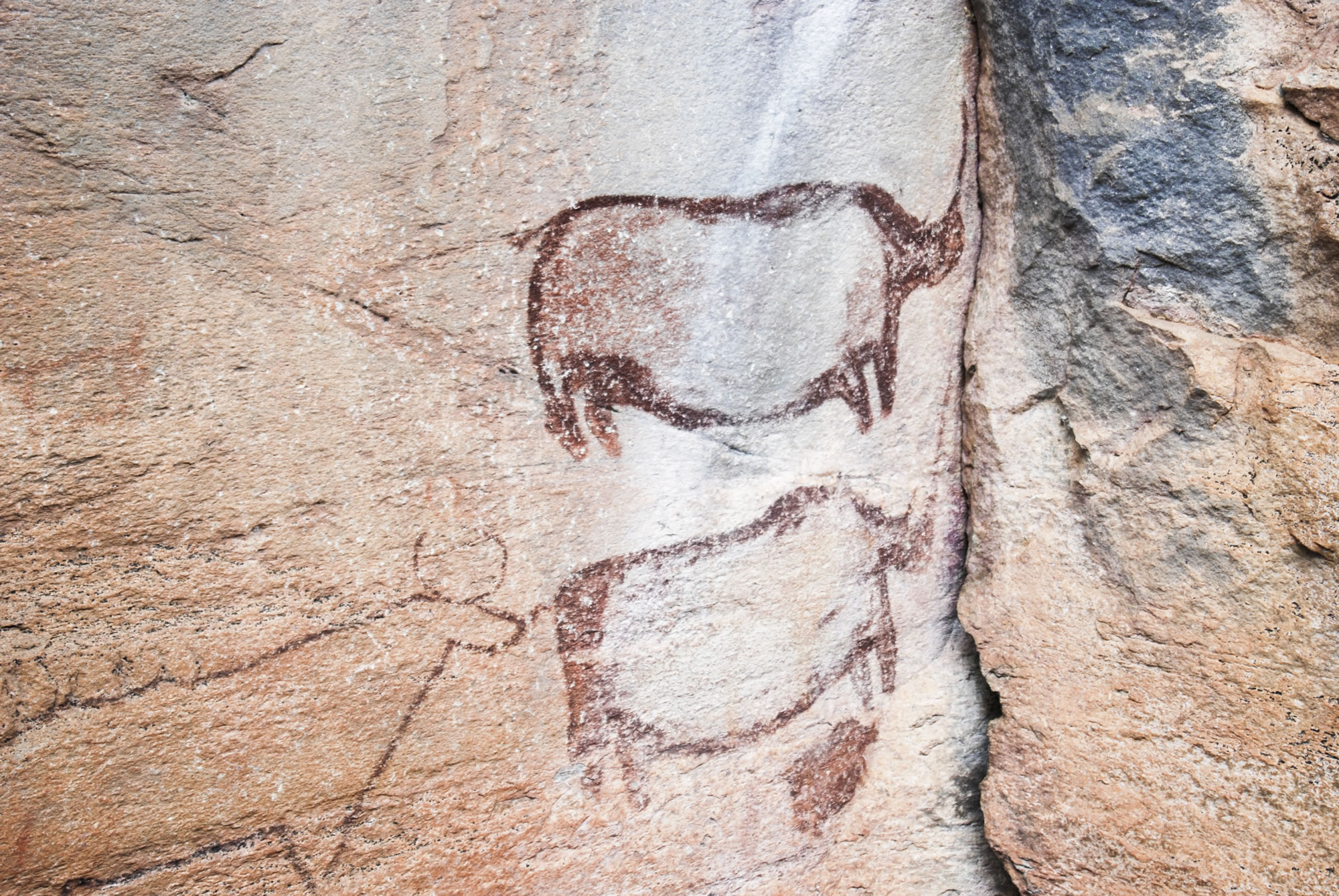
Arte rupestre San, reconocido como Patrimonio de la Humanidad por la UNESCO en 2001 Tsodilo.

Su arte más antiguo es el arte rupestre san, por el que dicho pueblo son justificadamente famoso: a lo largo de toda la región del sudeste africano, sus antepasados dejaron pinturas dinámicas sobre paredes rocosas y cavernas, ejecutadas en pigmentos desconocidos y altamente resistentes que han durado milenios. Las representaciones de animales, cacerías, ceremonias y danzas son comunes. Las colinas de Tsodilo en Botsuana fueron reconocidas como Patrimonio de la Humanidad por la UNESCO en 2001, con un total de 4.500 pinturas rupestres; no todo el arte que abarca esta designación es obra del pueblo san o de sus antepasados. La mayoría de las pinturas pueden ser de los últimos 1000 o 2000 años, aunque a veces se afirman fechas mucho más antiguas.  Es difícil fechar la mayoría de las pinturas; a menudo los métodos de datación por radiocarbono se pueden utilizar para materiales en el suelo de un refugio, pero estos pueden no estar relacionados con las fechas del arte.

## Arte bantu

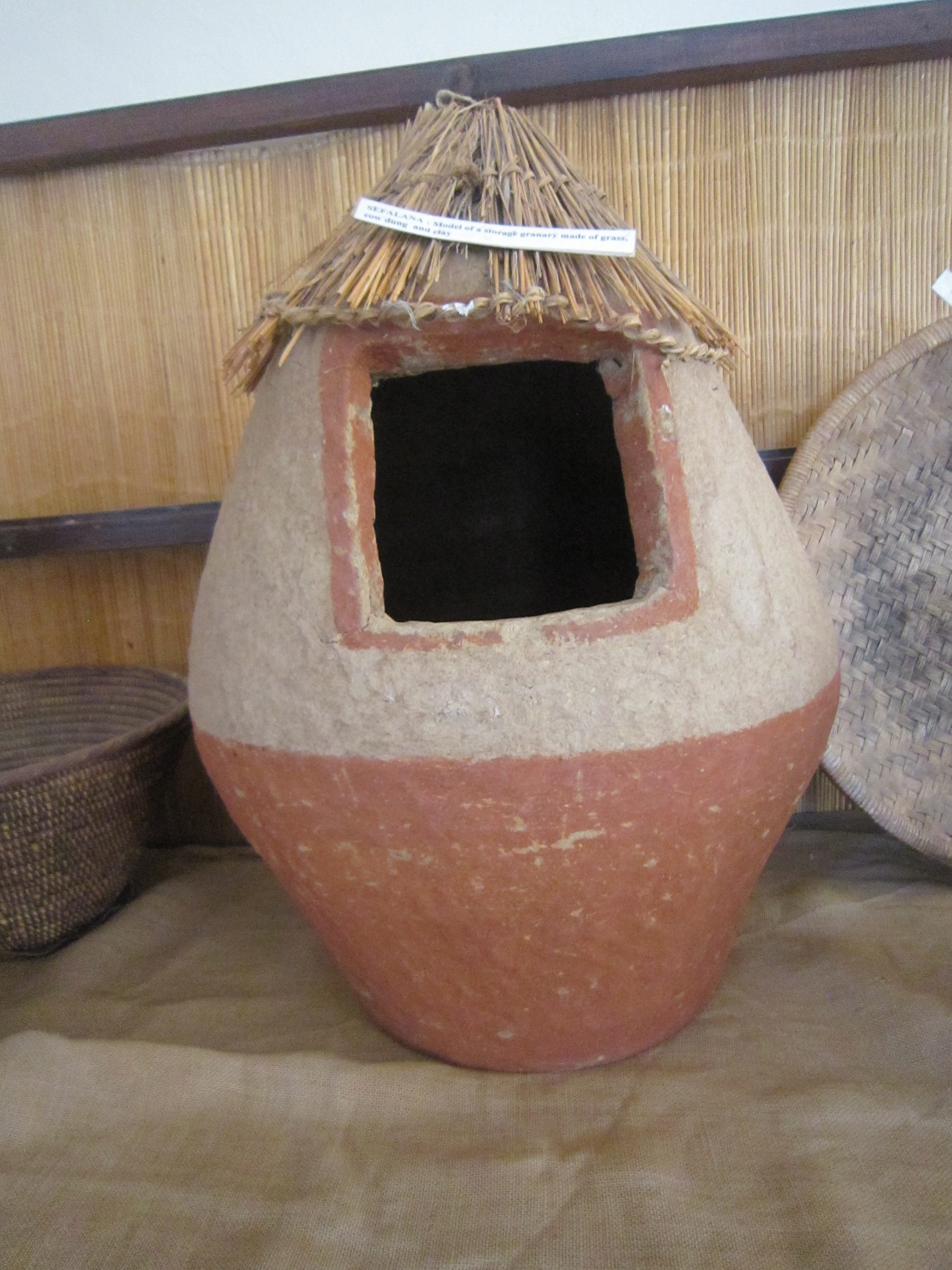
Cerámica perteneciente a la parte de la colección del Museo de Phuthadikabo en Botsuana.

El arte de Tswana y otros pueblos bantúes es más similar al de los pueblos bantúes del resto del sureste de África. Tallados sofisticados de piedra y madera (generalmente de animales o personas), esculturas y cerámica; arte de 'township' hecho de instrumentos de disco, bastones tallados para caminar, y muchas otras formas de arte. Un arte que se desarrolla especialmente en Botsuana es la preparación y comercialización de cueros y pieles que se han cosido juntos, a menudo combinados en paneles decorativos utilizando los diferentes tipos de pieles y colores de diferentes animales. Estos también pueden tener un uso definido, ya que se derivan originalmente del «kaross» o manto de desierto adecuado para las muy frías condiciones del desierto de Kalahari en la noche y en el invierno. También son populares las mantas de lana y de ganchillo en patrones locales. La cestería se lleva a cabo con un alto nivel de habilidad y variación.
Existe una gran superposición entre las obras de arte de los dos grupos: por ejemplo, el alambre, el hierro y las cuentas que se utilizan en los artículos de los san, se habrían obtenido mediante el comercio de los pueblos bantúes, que a su vez habrían obtenido parte de su materia prima de arte, como pieles y cuernos de animales, de los san.

## Arte moderno
Hoy en día la industria del arte prospera en la producción de artículos para el consumo turístico. El pantano de Okavango, algunas partes del sendero turístico del desierto del Kalahari y varias reservas de caza apoyan a las activas industrias artísticas locales. Las principales ciudades también cuentan con galerías turísticas. Algunos artistas, entre ellos residentes blancos de Botsuana, pintan cuadros bidimensionales de vida silvestre para el mismo mercado, que también incluye varios artículos como camisetas, cuchillos de caza, zapatos y sombreros. El trabajo en cuero también es popular, al igual que los objetos hechos de objetos urbanos legalmente sacrificados o utilitarios como tapas de botellas y alambre; tambores, cuentas, sonajeros, instrumentos musicales como el mbira y como las pulseras de pelo de elefante.
Durante el apartheid, artistas sudafricanos en el exilio se reunieron en Botsuana bajo el nombre de Medu Art Ensemble para producir obras de arte políticas. La Galería Nacional de Arte del Museo nacional de Botsuana muestra arte tradicional y contemporáneo.